# Percha (náutica)
En náutica, la Percha (Palo) es la denominación general de todo tronco enterizo de un árbol, ya esté descortezado, como sucede en los de mayores dimensiones, o ya conserve su corteza, como se verifica en los menores.
Su aplicación general es en piezas de arboladura, vergas, botalones, palancas etc.

## Etimología
Cuando el tamaño de la Percha es de los medianos o de los más pequeños, adquiere las nomenclaturas particulares respectivas de Arbolillo y Berlinga.
Las Perchas de pino de la tierra se dicen Palos en el arsenal de Cádiz. Garc. y el Voc. Nav. llaman Entenolas a la Berlinga y al Arbolillo que se llevan de respeto a bordo.
1. Garc.: El Doctor Diego García de Palacios (Vocabulario de los nombres que usa la gente de mar, Impreso en Méjico en 1587)
2. Voc. Nav.: Vocabulario Navaresco del siglo XVI

## Descripción
Son piezas largas y de diferente grueso de madera de pino del Norte, y que son las más apropiadas para arboladura, y particularmente para la composición de palos mayores y vergas de los buques de guerra.
| Percha de                                       | Largo   | Diámetro |
| Percha de                                       | pies    | pulgadas |
| ----------------------------------------------- | ------- | -------- |
| Palo mayor                                      | 90 - 95 | 34 - 37  |
| Palo de trinquete                               | 80 - 84 | 31 - 33  |
| Masteleros mayores                              | 76 - 80 | 26 - 29  |
| Velacho                                         | 68 - 74 | 20 - 23  |
| Mastelero de juanete y sus vergas               | 50 - 60 | 15 - 18  |
| Palos de lanchas, botalones de alas y rastreras | 48 - 50 | 12 - 14  |

- Y para botalón del foque se necesita igual percha que para una verga de velacho, o poco menos.

El peso de los cuatro palos principales de un navío o fragata es por aproximación los dos tercios de toda la arboladura, inclusa la parte de respeto.
El centro de gravedad de un palo mayor de construcción inglesa está próximamente en la mitad del largo total. Pero si es hecho a la española, dicho centro está 1/26 parte más hacia la coz, que la mitad.

## Tipos
- Palo macho (Palo enterizo, Palo tiple): es el que consta de una sola pieza, más los constructores entienden particularmente por Tiple, el que suple largo del mastelero de gavia y juanete, bien sea por su longitud sola, o con el ayuste de otro que se le aumente, como lo gastan las Polacras, Bombardas y otros buques.
- Palo rabisaco (Palo rabiseco): es el palo que va disminuyendo de grueso proporcionalmente hasta acabar en punta.